# Ідрісов Абухаджі
Абухаджі (Абухажі) Идрисов (17 травня 1918 , Бердикель, Північно-Кавказький край  — 22 жовтня 1983 , Грозний ) — учасник Німецько-радянської війни, снайпер 1232-го стрілецького полку 370-ї стрілецької дивізії 3-ї ударної армії 2-го Прибалтійського фронту, старший сержант. Герой Радянського Союзу (1944).

## Біографія
Народився 17 травня 1918 року у селищі Бердикель у сім'ї селянина. Чеченець.
Закінчив початкову школу. Працював чабаном у колгоспі «Радянська Росія». У жовтні 1939 року був призваний до Червоної Армії. Служив у 125-й стрілецькій дивізії, яка розташовувалася біля західних кордонів країни у Прибалтиці. Здобув спеціальність кулеметника.
Учасник Німецько-радянської війни з першого дня. У складі полку з боями відступав на схід. У липні 1941 року його дивізія зайняла оборону на лінії Псков — Великі Луки між озерами Ільмень і Селігер. Кулеметник Ідрісов разом з однополчанами відбивав щоденні атаки гітлерівців, які рвалися до Ленінграда.
У своєму доті він влаштував для кулемету особливе гніздо, залишивши убік ворога вузенький проріз. За короткий час одиночними пострілами з кулемету він знищив 22 гітлерівці. Командуванню стало відомо про це, і кулеметника було переведено до снайперів.

Незабаром його ім'я стало відоме всьому Північно-Західному фронту. Про снайпера Ідрісова писали газети, його почали запрошувати на допомогу інші ділянки фронту. У жовтні 1942 року у складі групи снайперів його було переведено на одну з найважчих ділянок фронту, де очікувався наступ ворога. Коли почався наступ, снайпери, вистежуючи насамперед офіцерів, відкрили влучний вогонь. Піхотинцями, за снайперської підтримки, було відбито кілька запеклих атак. Сам Ідрісов за 10 днів боїв знищив близько ста солдатів та офіцерів супротивника.
"Ідрісов чекав. Він сидів без руху цілий день. Його тягнуло на сон, очі злипалися, хотілося зрушити з місця онімілі руки та ноги, але рухатися було не можна. Так само вичікував і німець. Але він не витримав. Він все-таки ворухнувся, і це стало його помилкою. Куля Ідрісова знайшла снайпера … "
До квітня 1943 року за снайпером Ідрісовим вважалося 309 знищених фашистів, що підтверджувалося в політдонесенні 370-ї стрілецької дивізії, у якій він тоді служив. Після прориву блокади Ленінграда відважний снайпер разом із бойовими товаришами брав участь у звільненні міст та сіл Псковської області, Прибалтики. До березня 1944 року на його рахунку було вже 349 знищених фашистів, і його було представлено до звання героя. В одному з боїв у квітні 1944 року осколком міни, що розірвалася поруч, Ідрісов був поранений, засипаний землею. Товариші розкопали його і непритомним відправили до шпиталю.
У 1944 році в місті Мозовецьку було відкрито фронтову військову виставку. В одній із її залів Ідрісову було відведено цілий стенд. На ньому було виставлено його снайперську гвинтівку, фотографії, а під ними був напис: «Славний син чеченського народу Герой Радянського Союзу Абухажі Ідрісов знищив понад триста німецьких фашистів».
Чотири місяці провів він у шпиталі міста Горького. Після одужання як спецпоселенець, представник висланого народу, проживав у Казахстані: спочатку в Алма-Аті, потім у Талди-Курганській області. Працював у сільському господарстві, продовжував займатися вівчарством.
1957 року повернувся до Чечні. До останніх днів жив та працював у рідному селі. Член КПРС із 1962 року.
Помер 22 жовтня 1983 року.

## Нагороди
- Указом Президії Верховної Ради СРСР від 3 червня 1944 року за зразкове виконання завдань командування і виявлені мужність і героїзм у боях із німецько-фашистськими солдатами старшому сержанту Ідрісову Абухаджі присвоєно звання Героя Радянського Союзу з врученням ордена Леніна і медалі «Золота Зірка» (№ 4739).
- Нагороджений також орденами Червоного Прапора, Червоної Зірки, численними медалями.

## Пам'ять
- Його ім'ям названо вулицю у Грозному, вулицю та школу в селі Комсомольське.